# Instituto Nacional de Seguridad y Salud en el Trabajo
El Instituto Nacional de Seguridad y Salud en el Trabajo (INSST) es un organismo público español que actúa como el órgano científico técnico especializado de la Administración General del Estado para el análisis y el estudio de las condiciones de seguridad y de salud en el trabajo y la promoción y el apoyo a la mejora de las mismas, al objeto de conseguir una disminución de los riesgos laborales, de los accidentes de trabajo y de las enfermedades profesionales.
El INSST, en el marco de sus funciones, se encarga de velar por la coordinación, apoya el intercambio de información y las experiencias entre las distintas administraciones públicas y especialmente fomenta y presta apoyo a la realización de actividades de promoción de la seguridad y de la salud por las comunidades autónomas. Asimismo, presta, de acuerdo con las Administraciones competentes, apoyo técnico especializado en materias de certificación, de ensayo y de acreditación.
En el ámbito europeo, actúa como centro de referencia nacional, pues garantiza la coordinación y la transmisión de la información que deberá facilitar a escala nacional, en particular respecto a la Agencia Europea para la Seguridad y la Salud en el Trabajo y su Red.

## Funciones
La Ley de Prevención de Riesgos Laborales le otorga cinco funciones fundamentales:
1. Dar asesoramiento técnico en la elaboración de la normativa legal y en el desarrollo de la normalización, tanto a nivel nacional como internacional.
2. Promocionar y, en su caso, realizar actividades de formación, de información, de investigación, de estudio y de divulgación en materia de prevención de riesgos laborales con la adecuada coordinación y colaboración, en su caso, con los órganos técnicos en materia preventiva de las comunidades autónomas en el ejercicio de sus funciones en esta materia.
3. Dar apoyo técnico y colaborar con la Inspección de Trabajo y Seguridad Social en el cumplimiento de su función de vigilancia y de control.
4. Colaborar con organismos internacionales y desarrollar programas de cooperación internacional en este ámbito, facilitando la participación de las comunidades autónomas.
5. Cualesquiera otras que sean necesarias para el cumplimiento de sus fines y le sean encomendadas en el ámbito de sus competencias, de acuerdo con la Comisión Nacional de Seguridad y Salud en el Trabajo.

## Historia

### Plan Nacional
El INSST se crea en 1971 bajo la denominación de Plan Nacional de Higiene y Seguridad del Trabajo. La creación de este plan fue encomendada a la Dirección General de la Seguridad Social por el ministro de Trabajo, Licinio de la Fuente. Los trabajos de la dirección general acabaron al año siguiente con el diseño de un plan con gran autonomía y adscrito al mencionado órgano directivo que desplegaba en todo el territorio nacional un entramado institucional destinado a, tal y como ordena la Ley de Bases de la Seguridad Social de 1963, eliminar o reducir los riesgos de los distintos centros y puestos de trabajo, estimular y desarrollar en los actores implicados en el ámbito laboral una actitud positiva y constructiva respecto a la prevención de los accidentes y las enfermedades que puedan derivarse de su actividad profesional y lograr, individual o colectivamente, un óptimo estado sanitario.
Igualmente, el Plan preveía la creación de estructuras como los Institutos Territoriales de Higiene y Seguridad del Trabajo, los Gabinetes Técnicos Provinciales y los Centros de Higiene y Seguridad del Trabajo para responder a la necesidad de extender las acciones preventivas a las pequeñas y medianas empresas y de contribuir a la formación de especialistas en higiene y seguridad del trabajo, ya que la Medicina del Trabajo con mayor tradición tenía sus propios medios para la formación a través del Instituto de Medicina del Trabajo y la Escuela de Medicina para la formación de los médicos y ATS y enfermeros de empresa. La carencia de especialistas era especialmente acusada en la higiene del trabajo, rama que solo tenía un pequeño desarrollo en el Instituto Nacional de Medicina del Trabajo. Además de lo anterior, el Plan Nacional, por delegación de la Organización de los Servicios Médicos de Empresa (OSME), asumió las competencias de inspección y de asesoramiento de los Servicios Médicos de Empresa, labor que realizó hasta 1986, fecha en que se trasladan al INSALUD. En 1971 el Plan Nacional realizó la primera campaña de salud laboral de la historia de España.

### Servicio Social
El Plan Nacional de Higiene y Seguridad del Trabajo tuvo una vida corta. En 1976 se crea, por el Ministerio de Trabajo, el Servicio Social de Higiene y Seguridad del Trabajo, que lo sustituyó en todas sus funciones y competencias. En el Servicio Social se integraba el Instituto Nacional de Medicina y Seguridad del Trabajo, la Escuela Nacional de Medicina del Trabajo y la OSME; es decir, todos los organismos de los que dependía la medicina del trabajo y los Servicios Médicos de Empresa.

### Instituto Nacional
Más corta aun fue la vida del Servicio Social, que desaparece por el Real Decreto Ley 36/1978 de 16 de noviembre y sus funciones son asumidas por el nuevo organismo que se crea por este decreto, el Instituto Nacional de Seguridad e Higiene en el Trabajo, que se reorganiza posteriormente por el Real Decreto 577/1982 de 17 de marzo. El proceso autonómico hizo que los Gabinetes Técnicos Provinciales con los correspondientes centros se transfieran a las comunidades autónomas que asumen las competencias en materia de seguridad e higiene en coordinación y cooperación con el Instituto Nacional, que se configura como el órgano científico técnico especializado de la Administración General del Estado con la misión de análisis y estudio de las condiciones de seguridad y de salud en el trabajo y la promoción y el apoyo a la mejora de las mismas. Asimismo, el Instituto Nacional actúa como centro de referencia nacional ante la marco institucional de la Unión Europea garantizando la coordinación y la transmisión de la información que deberá facilitar a escala nacional, en particular respecto a la Agencia Europea para la Seguridad y la Salud en el Trabajo y su Red.
Se ha mantenido igual desde entonces, si bien ha sufrido dos cambios de denominación. El primero fue en 2017, cuando se llamó Instituto Nacional de Seguridad, Salud y Bienestar en el Trabajo debido a que, según el gobierno, la sociedad actual estaba lo suficientemente sensibilizada con esta temática y era cada vez más exigente en lo relativo al bienestar laboral. Este cambio no fue bien visto por la oposición, principalmente el Partido Socialista, que criticó el cambio del nombre del organismo al considerarlo un simple «cambio de concepto y una devaluación de las funciones de la Institución» al utilizar «términos procedentes del ámbito de la salud pública» para «desviar la atención sobre los graves problemas que tenemos en la actualidad como consecuencia de la reforma laboral». Igualmente, en su carta de despedida, la directora del organismo, Dolores Limón, incluyó este cambio de denominación como una de las razones de su dimisión. Efectivamente, y en coherencia con las críticas realizadas un año antes, la llegada al poder de un gobierno socialista en 2018 propició el cambio de denominación a Instituto Nacional de Seguridad y Salud en el Trabajo.

## Estructura
El INSST se estructura a través de órganos centrales y órganos territoriales.

### Órganos centrales
Los servicios centrales tienen su sede en Madrid:
- El Director. Con rango de subdirector general, es nombrado y separado libremente de su cargo por Orden del Ministerio de Trabajo, a propuesta del director general de Trabajo, entre funcionarios de la Administración Pública. Le corresponde la representación del Instituto y la dirección de su actividad para el cumplimiento de sus fines, la relación con el Consejo General, ordenar los gastos y disponer los pagos. El director estará asistido por un subdirector técnico y por un secretario general.
- El Consejo General. Se encarga de informar al Ministerio de Trabajo sobre los planes nacionales de actuación en materia de seguridad e higiene en el trabajo e informar sobre criterios de actuación del INSST. Su presidente será el subsecretario de Trabajo, su vicepresidente primero el director general de Trabajo y su vicepresidente segundo el director del Instituto; actuará como secretario, con voz, pero sin voto, el secretario general del Instituto. Está integrado por los siguientes miembros:
  - Trece representantes de los sindicatos más representativos.
  - Trece representantes de las organizaciones empresariales.
  - Trece representantes de la Administración pública.

### Órganos territoriales
Los órganos territoriales son órganos descentralizados para ejecutar las políticas del Instituto a nivel regional o provincial. Son:
- Los Centros de Investigación y Asistencia Técnica, también llamados Centros Nacionales. Realizan, con ámbito nacional, las funciones que la Dirección del Instituto les confiera o les delegue y desarrollan técnicas especializadas de información y de documentación, de homologación y de normalización, de medio ambiente y de ergonomía. Actualmente existen cuatro:
  - El Centro Nacional de Condiciones de Trabajo (CNCT) en Barcelona.
  - El Centro Nacional de Medios de Protección (CNMP) en Sevilla.
  - El Centro Nacional de Nuevas Tecnologías (CNNT) en Madrid.
  - El Centro Nacional de Verificación de Maquinaria (CNVM) en Vizcaya.
- Los Gabinetes Técnicos Provinciales. A los Gabinetes Técnicos Provinciales les incumbe la ejecución de las competencias del Instituto en el ámbito provincial y figura al frente de los mismos un director. Actualmente solo existen dos, uno en Ceuta y otro en Melilla.

## Comisión Nacional de Seguridad y Salud en el Trabajo
La Comisión Nacional de Seguridad y Salud en el Trabajo (CNSST) creada por la Ley de Riesgos Laborales de 1995, es el órgano colegiado asesor de las Administraciones públicas españolas en la formulación de las políticas de prevención y el órgano de participación institucional en materia de seguridad y de salud en el trabajo. Está integrada por representantes de la Administración General del Estado, de las administraciones de las comunidades autónomas y de las organizaciones empresariales y sindicales más representativas.
El Instituto Nacional de Seguridad y Salud en el Trabajo ejerce la Secretaría General de la Comisión Nacional de Seguridad y Salud en el Trabajo, a la que presta la asistencia técnica y científica necesaria para el desarrollo de sus competencias.